# 日本プロフェッショナルダンス競技連盟
特定非営利活動法人 日本プロフェッショナルダンス競技連盟（にほんぷろふぇっしょなるだんすきょうぎれんめい Japan Professional Dance Competition Federation 略称：JCF）は、日本の競技ダンスを運営する団体。

## 概要
設立年月日は1997年3月。会長は毛塚鉄雄。日本ダンス議会を離れた教師が中心となり設立された団体である。2005年特定非営利活動法人として内閣府から認証を受けた。

## JCFが主催する主な大会
- ギャラクシーマスターズダンス選手権（9月・日本武道館）
- ユニバーサルグランプリダンス選手権（6月・グランドプリンスホテル）
- JCF CUP（9月）
- 統一全日本ダンス選手権（11月・新高輪プリンス）

## 役員
- 会長 毛塚鉄雄